# Kvalserien till Elitserien i ishockey 2012

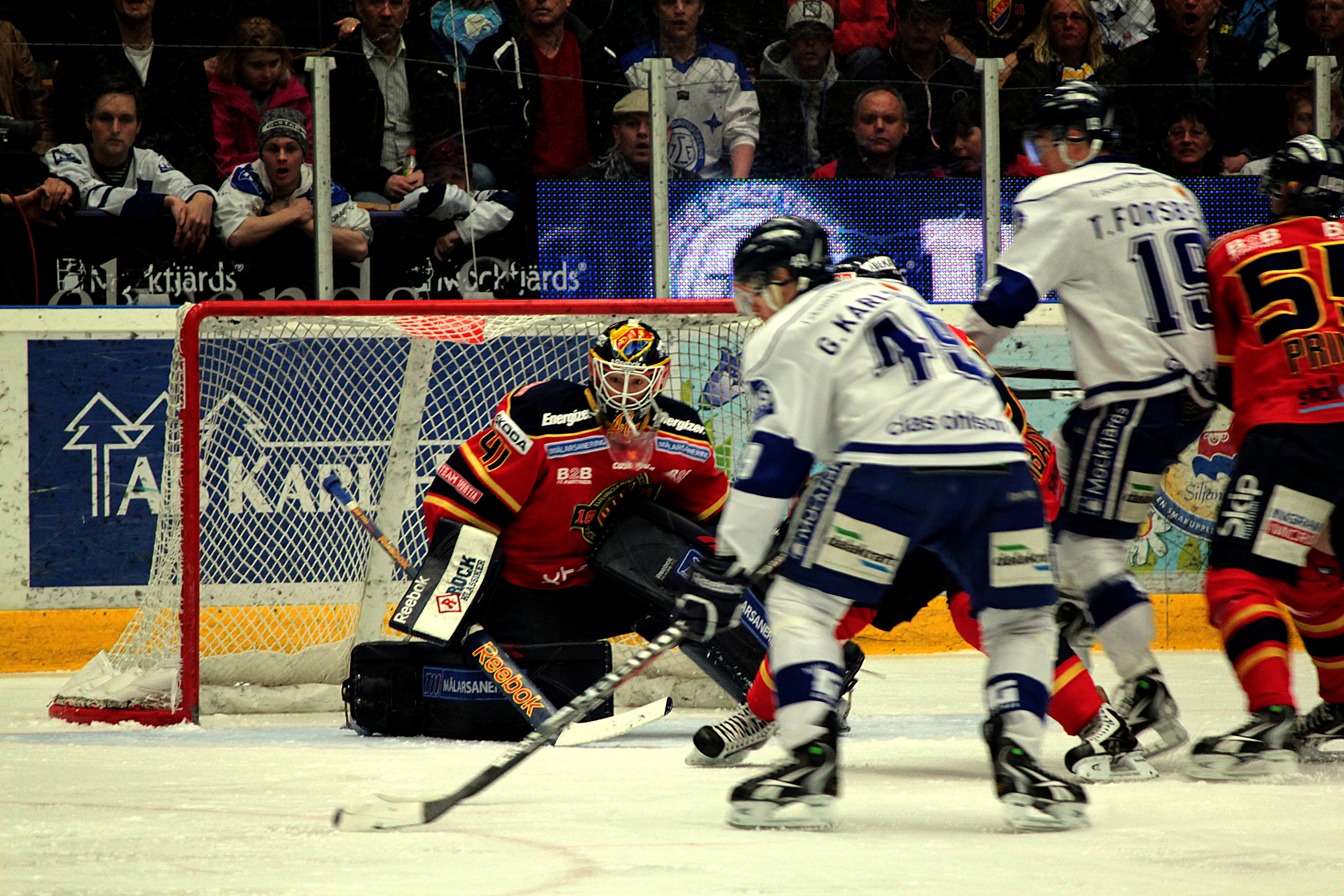
Kvalmatch mellan Leksands IF och Djurgårdens IF.

Kvalserien till Elitserien i ishockey 2012 inleddes 15 mars och avslutades 6 april 2012. Den bestod av sex lag och spelades som en serie över tio omgångar där varje lag möttes en gång hemma och en gång borta. Kvalserien bestod av de två sämst placerade lagen i Elitserien 2011/2012, de tre bäst placerade lagen i Allsvenskan 2011/2012, samt det vinnande laget från Förkvalserien. Timrå IK lyckades behålla sin elitserieplats, och Rögle BK avancerade från Hockeyallsvenskan till Elitserien på bekostnad av Djurgården som degraderades till spel i Hockeyallsvenskan.

## Kvalificerade lag
Från Elitserien (lag 11-12)
- Djurgårdens IF
- Timrå IK

Från Hockeyallsvenskan (lag 1-3)
- Örebro HK
- Leksands IF
- BIK Karlskoga

Från Förkvalserien
- Rögle BK

Notering: BIK Karlskoga hade bytt namn från Bofors IK under säsongen 2011/12.

## Tabell
| Nr | Lag                 | S  | V | ÖV | ÖF | F | GM | IM | MS | P  |
| -- | ------------------- | -- | - | -- | -- | - | -- | -- | -- | -- |
| 1  | Timrå IK            | 10 | 5 | 3  | 1  | 1 | 29 | 20 | +9 | 22 |
| 2  | Rögle BK            | 10 | 6 | 0  | 1  | 3 | 31 | 23 | +8 | 19 |
| 3  | Djurgårdens IF      | 10 | 4 | 1  | 1  | 4 | 24 | 21 | +3 | 15 |
| 4  | Leksands IF         | 10 | 3 | 1  | 1  | 5 | 20 | 26 | −6 | 12 |
| 5  | Örebro HK           | 10 | 3 | 1  | 0  | 6 | 22 | 27 | −5 | 11 |
| 6  | Bofors IK Karlskoga | 10 | 2 | 1  | 3  | 4 | 18 | 27 | −9 | 11 |

## Spelschema
Omgång 1
|       | 15 mars 2012 | Djurgårdens IF  | 3–4             | Rögle BK        | Hovet, Stockholm                                      |                                                       |
| 19:00 | 19:00        | (1–1, 1–0, 1–3) | (1–1, 1–0, 1–3) | (1–1, 1–0, 1–3) | Publik: 6 244 Domare: Niclas Johansson, David Bergman | Publik: 6 244 Domare: Niclas Johansson, David Bergman |
| 19:00 | 19:00        |                 |                 |                 | Publik: 6 244 Domare: Niclas Johansson, David Bergman | Publik: 6 244 Domare: Niclas Johansson, David Bergman |
| 19:00 | 19:00        |                 |                 |                 | Publik: 6 244 Domare: Niclas Johansson, David Bergman | Publik: 6 244 Domare: Niclas Johansson, David Bergman |
| 19:00 | 19:00        |                 |                 |                 | Publik: 6 244 Domare: Niclas Johansson, David Bergman | Publik: 6 244 Domare: Niclas Johansson, David Bergman |
| 19:00 | 19:00        |                 |                 |                 | Publik: 6 244 Domare: Niclas Johansson, David Bergman | Publik: 6 244 Domare: Niclas Johansson, David Bergman |
| 19:00 | 19:00        |                 |                 |                 | Publik: 6 244 Domare: Niclas Johansson, David Bergman | Publik: 6 244 Domare: Niclas Johansson, David Bergman |

|       | 15 mars 2012 | Timrå IK             | 5–4 (e.fl.)          | BIK Karlskoga        | Eon Arena, Timrå                                       |                                                        |
| 19:00 | 19:00        | (1–3, 3–0, 0–1, 1–0) | (1–3, 3–0, 0–1, 1–0) | (1–3, 3–0, 0–1, 1–0) | Publik: 4 849 Domare: Morgan Johansson, Shane Warschaw | Publik: 4 849 Domare: Morgan Johansson, Shane Warschaw |
| 19:00 | 19:00        |                      |                      |                      | Publik: 4 849 Domare: Morgan Johansson, Shane Warschaw | Publik: 4 849 Domare: Morgan Johansson, Shane Warschaw |
| 19:00 | 19:00        |                      |                      |                      | Publik: 4 849 Domare: Morgan Johansson, Shane Warschaw | Publik: 4 849 Domare: Morgan Johansson, Shane Warschaw |
| 19:00 | 19:00        |                      |                      |                      | Publik: 4 849 Domare: Morgan Johansson, Shane Warschaw | Publik: 4 849 Domare: Morgan Johansson, Shane Warschaw |
| 19:00 | 19:00        |                      |                      |                      | Publik: 4 849 Domare: Morgan Johansson, Shane Warschaw | Publik: 4 849 Domare: Morgan Johansson, Shane Warschaw |
| 19:00 | 19:00        |                      |                      |                      | Publik: 4 849 Domare: Morgan Johansson, Shane Warschaw | Publik: 4 849 Domare: Morgan Johansson, Shane Warschaw |

|       | 15 mars 2012 | Örebro HK       | 2–3             | Leksands IF     | Behrn Arena, Örebro                    |                                        |
| 19:00 | 19:00        | (2–2, 0–1, 0–0) | (2–2, 0–1, 0–0) | (2–2, 0–1, 0–0) | Publik: 4 777 Domare: Öhlund, Karlsson | Publik: 4 777 Domare: Öhlund, Karlsson |
| 19:00 | 19:00        |                 |                 |                 | Publik: 4 777 Domare: Öhlund, Karlsson | Publik: 4 777 Domare: Öhlund, Karlsson |
| 19:00 | 19:00        |                 |                 |                 | Publik: 4 777 Domare: Öhlund, Karlsson | Publik: 4 777 Domare: Öhlund, Karlsson |
| 19:00 | 19:00        |                 |                 |                 | Publik: 4 777 Domare: Öhlund, Karlsson | Publik: 4 777 Domare: Öhlund, Karlsson |
| 19:00 | 19:00        |                 |                 |                 | Publik: 4 777 Domare: Öhlund, Karlsson | Publik: 4 777 Domare: Öhlund, Karlsson |
| 19:00 | 19:00        |                 |                 |                 | Publik: 4 777 Domare: Öhlund, Karlsson | Publik: 4 777 Domare: Öhlund, Karlsson |

Omgång 2
|       | 17 mars 2012 | Leksands IF          | 2–3 (e.fl.)          | Timrå IK             | Tegera Arena, Leksand                                  |                                                        |
| 18:30 | 18:30        | (0–2, 0–0, 2–0, 0–1) | (0–2, 0–0, 2–0, 0–1) | (0–2, 0–0, 2–0, 0–1) | Publik: 7 650 Domare: Thomas Andersson, Shane Warschaw | Publik: 7 650 Domare: Thomas Andersson, Shane Warschaw |
| 18:30 | 18:30        |                      |                      |                      | Publik: 7 650 Domare: Thomas Andersson, Shane Warschaw | Publik: 7 650 Domare: Thomas Andersson, Shane Warschaw |
| 18:30 | 18:30        |                      |                      |                      | Publik: 7 650 Domare: Thomas Andersson, Shane Warschaw | Publik: 7 650 Domare: Thomas Andersson, Shane Warschaw |
| 18:30 | 18:30        |                      |                      |                      | Publik: 7 650 Domare: Thomas Andersson, Shane Warschaw | Publik: 7 650 Domare: Thomas Andersson, Shane Warschaw |
| 18:30 | 18:30        |                      |                      |                      | Publik: 7 650 Domare: Thomas Andersson, Shane Warschaw | Publik: 7 650 Domare: Thomas Andersson, Shane Warschaw |
| 18:30 | 18:30        |                      |                      |                      | Publik: 7 650 Domare: Thomas Andersson, Shane Warschaw | Publik: 7 650 Domare: Thomas Andersson, Shane Warschaw |

|       | 17 mars 2012 | BIK Karlskoga             | 2–3 (e.str.)              | Djurgårdens IF            | Nobelhallen, Karlskoga                                |                                                       |
| 16:00 | 16:00        | (0–1, 0–1, 2–0, 0–0, 0–1) | (0–1, 0–1, 2–0, 0–0, 0–1) | (0–1, 0–1, 2–0, 0–0, 0–1) | Publik: 5 457 Domare: Pehr Claesson, Morgan Johansson | Publik: 5 457 Domare: Pehr Claesson, Morgan Johansson |
| 16:00 | 16:00        |                           |                           |                           | Publik: 5 457 Domare: Pehr Claesson, Morgan Johansson | Publik: 5 457 Domare: Pehr Claesson, Morgan Johansson |
| 16:00 | 16:00        |                           |                           |                           | Publik: 5 457 Domare: Pehr Claesson, Morgan Johansson | Publik: 5 457 Domare: Pehr Claesson, Morgan Johansson |
| 16:00 | 16:00        |                           |                           |                           | Publik: 5 457 Domare: Pehr Claesson, Morgan Johansson | Publik: 5 457 Domare: Pehr Claesson, Morgan Johansson |
| 16:00 | 16:00        |                           |                           |                           | Publik: 5 457 Domare: Pehr Claesson, Morgan Johansson | Publik: 5 457 Domare: Pehr Claesson, Morgan Johansson |
| 16:00 | 16:00        |                           |                           |                           | Publik: 5 457 Domare: Pehr Claesson, Morgan Johansson | Publik: 5 457 Domare: Pehr Claesson, Morgan Johansson |

|       | 17 mars 2012 | Rögle BK        | 5–1             | Örebro HK       | Lindab Arena, Ängelholm                              |                                                      |
| 16:00 | 16:00        | (1–1, 2–0, 2–0) | (1–1, 2–0, 2–0) | (1–1, 2–0, 2–0) | Publik: 3 769 Domare: Niclas Johansson, Linus Öhlund | Publik: 3 769 Domare: Niclas Johansson, Linus Öhlund |
| 16:00 | 16:00        |                 |                 |                 | Publik: 3 769 Domare: Niclas Johansson, Linus Öhlund | Publik: 3 769 Domare: Niclas Johansson, Linus Öhlund |
| 16:00 | 16:00        |                 |                 |                 | Publik: 3 769 Domare: Niclas Johansson, Linus Öhlund | Publik: 3 769 Domare: Niclas Johansson, Linus Öhlund |
| 16:00 | 16:00        |                 |                 |                 | Publik: 3 769 Domare: Niclas Johansson, Linus Öhlund | Publik: 3 769 Domare: Niclas Johansson, Linus Öhlund |
| 16:00 | 16:00        |                 |                 |                 | Publik: 3 769 Domare: Niclas Johansson, Linus Öhlund | Publik: 3 769 Domare: Niclas Johansson, Linus Öhlund |
| 16:00 | 16:00        |                 |                 |                 | Publik: 3 769 Domare: Niclas Johansson, Linus Öhlund | Publik: 3 769 Domare: Niclas Johansson, Linus Öhlund |

Omgång 3
|       | 19 mars 2012 | Djurgårdens IF                                                             | 3–1             | Leksands IF              | Hovet, Stockholm                                   |                                                    |
| 19:00 | 19:00        | (0–1, 1–0, 2–0)                                                            | (0–1, 1–0, 2–0) | (0–1, 1–0, 2–0)          | Publik: 8 094 Domare: Wolmer Edqvist, Tobias Björk | Publik: 8 094 Domare: Wolmer Edqvist, Tobias Björk |
| 19:00 | 19:00        | (26.13) Mathias Tjärnqvist, (49.17) Marcus Nilson, (54.15) Jimmie Ölvestad | Mål             | (16.14) Jens Bergenström | Publik: 8 094 Domare: Wolmer Edqvist, Tobias Björk | Publik: 8 094 Domare: Wolmer Edqvist, Tobias Björk |
| 19:00 | 19:00        |                                                                            |                 |                          | Publik: 8 094 Domare: Wolmer Edqvist, Tobias Björk | Publik: 8 094 Domare: Wolmer Edqvist, Tobias Björk |
| 19:00 | 19:00        |                                                                            |                 |                          | Publik: 8 094 Domare: Wolmer Edqvist, Tobias Björk | Publik: 8 094 Domare: Wolmer Edqvist, Tobias Björk |
| 19:00 | 19:00        |                                                                            |                 |                          | Publik: 8 094 Domare: Wolmer Edqvist, Tobias Björk | Publik: 8 094 Domare: Wolmer Edqvist, Tobias Björk |
| 19:00 | 19:00        |                                                                            |                 |                          | Publik: 8 094 Domare: Wolmer Edqvist, Tobias Björk | Publik: 8 094 Domare: Wolmer Edqvist, Tobias Björk |

|       | 20 mars 2012 | Timrå IK        | 2–1             | Örebro HK       | Eon Arena, Timrå                             |                                              |
| 19:00 | 19:00        | (1–0, 0–1, 1–0) | (1–0, 0–1, 1–0) | (1–0, 0–1, 1–0) | Publik: 4 888 Domare: M. Johansson, Karlsson | Publik: 4 888 Domare: M. Johansson, Karlsson |
| 19:00 | 19:00        |                 |                 |                 | Publik: 4 888 Domare: M. Johansson, Karlsson | Publik: 4 888 Domare: M. Johansson, Karlsson |
| 19:00 | 19:00        |                 |                 |                 | Publik: 4 888 Domare: M. Johansson, Karlsson | Publik: 4 888 Domare: M. Johansson, Karlsson |
| 19:00 | 19:00        |                 |                 |                 | Publik: 4 888 Domare: M. Johansson, Karlsson | Publik: 4 888 Domare: M. Johansson, Karlsson |
| 19:00 | 19:00        |                 |                 |                 | Publik: 4 888 Domare: M. Johansson, Karlsson | Publik: 4 888 Domare: M. Johansson, Karlsson |
| 19:00 | 19:00        |                 |                 |                 | Publik: 4 888 Domare: M. Johansson, Karlsson | Publik: 4 888 Domare: M. Johansson, Karlsson |

|       | 20 mars 2012 | BIK Karlskoga   | 3–1             | Rögle BK        | Nobelhallen, Karlskoga                            |                                                   |
| 19:00 | 19:00        | (1–0, 2–1, 0–0) | (1–0, 2–1, 0–0) | (1–0, 2–1, 0–0) | Publik: 2 625 Domare: David Bergman, Marcus Linde | Publik: 2 625 Domare: David Bergman, Marcus Linde |
| 19:00 | 19:00        |                 |                 |                 | Publik: 2 625 Domare: David Bergman, Marcus Linde | Publik: 2 625 Domare: David Bergman, Marcus Linde |
| 19:00 | 19:00        |                 |                 |                 | Publik: 2 625 Domare: David Bergman, Marcus Linde | Publik: 2 625 Domare: David Bergman, Marcus Linde |
| 19:00 | 19:00        |                 |                 |                 | Publik: 2 625 Domare: David Bergman, Marcus Linde | Publik: 2 625 Domare: David Bergman, Marcus Linde |
| 19:00 | 19:00        |                 |                 |                 | Publik: 2 625 Domare: David Bergman, Marcus Linde | Publik: 2 625 Domare: David Bergman, Marcus Linde |
| 19:00 | 19:00        |                 |                 |                 | Publik: 2 625 Domare: David Bergman, Marcus Linde | Publik: 2 625 Domare: David Bergman, Marcus Linde |

Omgång 4
|       | 22 mars 2012 | Örebro HK                 | 3–2 (e.str.)              | Djurgårdens IF            | Behrn Arena, Örebro                                  |                                                      |
| 19:00 | 19:00        | (1–0, 0–0, 1–2, 0–0, 1–0) | (1–0, 0–0, 1–2, 0–0, 1–0) | (1–0, 0–0, 1–2, 0–0, 1–0) | Publik: 4 553 Domare: Patrik Sjöberg, Shane Warschaw | Publik: 4 553 Domare: Patrik Sjöberg, Shane Warschaw |
| 19:00 | 19:00        |                           |                           |                           | Publik: 4 553 Domare: Patrik Sjöberg, Shane Warschaw | Publik: 4 553 Domare: Patrik Sjöberg, Shane Warschaw |
| 19:00 | 19:00        |                           |                           |                           | Publik: 4 553 Domare: Patrik Sjöberg, Shane Warschaw | Publik: 4 553 Domare: Patrik Sjöberg, Shane Warschaw |
| 19:00 | 19:00        |                           |                           |                           | Publik: 4 553 Domare: Patrik Sjöberg, Shane Warschaw | Publik: 4 553 Domare: Patrik Sjöberg, Shane Warschaw |
| 19:00 | 19:00        |                           |                           |                           | Publik: 4 553 Domare: Patrik Sjöberg, Shane Warschaw | Publik: 4 553 Domare: Patrik Sjöberg, Shane Warschaw |
| 19:00 | 19:00        |                           |                           |                           | Publik: 4 553 Domare: Patrik Sjöberg, Shane Warschaw | Publik: 4 553 Domare: Patrik Sjöberg, Shane Warschaw |

|       | 22 mars 2012 | Leksands IF          | 1–0 (e.fl.)          | BIK Karlskoga        | Tegera Arena, Leksand                               |                                                     |
| 19:00 | 19:00        | (0–0, 0–0, 0–0, 1–0) | (0–0, 0–0, 0–0, 1–0) | (0–0, 0–0, 0–0, 1–0) | Publik: 6 703 Domare: Pehr Claesson, Wolmer Edqvist | Publik: 6 703 Domare: Pehr Claesson, Wolmer Edqvist |
| 19:00 | 19:00        |                      |                      |                      | Publik: 6 703 Domare: Pehr Claesson, Wolmer Edqvist | Publik: 6 703 Domare: Pehr Claesson, Wolmer Edqvist |
| 19:00 | 19:00        |                      |                      |                      | Publik: 6 703 Domare: Pehr Claesson, Wolmer Edqvist | Publik: 6 703 Domare: Pehr Claesson, Wolmer Edqvist |
| 19:00 | 19:00        |                      |                      |                      | Publik: 6 703 Domare: Pehr Claesson, Wolmer Edqvist | Publik: 6 703 Domare: Pehr Claesson, Wolmer Edqvist |
| 19:00 | 19:00        |                      |                      |                      | Publik: 6 703 Domare: Pehr Claesson, Wolmer Edqvist | Publik: 6 703 Domare: Pehr Claesson, Wolmer Edqvist |
| 19:00 | 19:00        |                      |                      |                      | Publik: 6 703 Domare: Pehr Claesson, Wolmer Edqvist | Publik: 6 703 Domare: Pehr Claesson, Wolmer Edqvist |

|       | 22 mars 2012 | Rögle BK        | 0–3             | Timrå IK        | Lindab Arena, Ängelholm                              |                                                      |
| 19:00 | 19:00        | (0–1, 0–0, 0–2) | (0–1, 0–0, 0–2) | (0–1, 0–0, 0–2) | Publik: 4 222 Domare: Morgan Johansson, Tobias Björk | Publik: 4 222 Domare: Morgan Johansson, Tobias Björk |
| 19:00 | 19:00        |                 |                 |                 | Publik: 4 222 Domare: Morgan Johansson, Tobias Björk | Publik: 4 222 Domare: Morgan Johansson, Tobias Björk |
| 19:00 | 19:00        |                 |                 |                 | Publik: 4 222 Domare: Morgan Johansson, Tobias Björk | Publik: 4 222 Domare: Morgan Johansson, Tobias Björk |
| 19:00 | 19:00        |                 |                 |                 | Publik: 4 222 Domare: Morgan Johansson, Tobias Björk | Publik: 4 222 Domare: Morgan Johansson, Tobias Björk |
| 19:00 | 19:00        |                 |                 |                 | Publik: 4 222 Domare: Morgan Johansson, Tobias Björk | Publik: 4 222 Domare: Morgan Johansson, Tobias Björk |
| 19:00 | 19:00        |                 |                 |                 | Publik: 4 222 Domare: Morgan Johansson, Tobias Björk | Publik: 4 222 Domare: Morgan Johansson, Tobias Björk |

Omgång 5
|       | 24 mars 2012 | Djurgårdens IF  | 2–3             | Timrå IK        | Hovet, Stockholm                                       |                                                        |
| 16:00 | 16:00        | (0–0, 1–1, 1–2) | (0–0, 1–1, 1–2) | (0–0, 1–1, 1–2) | Publik: 7 651 Domare: Christer Lärking, Patrik Sjöberg | Publik: 7 651 Domare: Christer Lärking, Patrik Sjöberg |
| 16:00 | 16:00        |                 |                 |                 | Publik: 7 651 Domare: Christer Lärking, Patrik Sjöberg | Publik: 7 651 Domare: Christer Lärking, Patrik Sjöberg |
| 16:00 | 16:00        |                 |                 |                 | Publik: 7 651 Domare: Christer Lärking, Patrik Sjöberg | Publik: 7 651 Domare: Christer Lärking, Patrik Sjöberg |
| 16:00 | 16:00        |                 |                 |                 | Publik: 7 651 Domare: Christer Lärking, Patrik Sjöberg | Publik: 7 651 Domare: Christer Lärking, Patrik Sjöberg |
| 16:00 | 16:00        |                 |                 |                 | Publik: 7 651 Domare: Christer Lärking, Patrik Sjöberg | Publik: 7 651 Domare: Christer Lärking, Patrik Sjöberg |
| 16:00 | 16:00        |                 |                 |                 | Publik: 7 651 Domare: Christer Lärking, Patrik Sjöberg | Publik: 7 651 Domare: Christer Lärking, Patrik Sjöberg |

|       | 24 mars 2012 | Leksands IF     | 2–5             | Rögle BK        | Tegera Arena, Leksand                              |                                                    |
| 18:30 | 18:30        | (0–1, 1–2, 1–2) | (0–1, 1–2, 1–2) | (0–1, 1–2, 1–2) | Publik: 7 562 Domare: Mikael Holm, Mikael Sjöqvist | Publik: 7 562 Domare: Mikael Holm, Mikael Sjöqvist |
| 18:30 | 18:30        |                 |                 |                 | Publik: 7 562 Domare: Mikael Holm, Mikael Sjöqvist | Publik: 7 562 Domare: Mikael Holm, Mikael Sjöqvist |
| 18:30 | 18:30        |                 |                 |                 | Publik: 7 562 Domare: Mikael Holm, Mikael Sjöqvist | Publik: 7 562 Domare: Mikael Holm, Mikael Sjöqvist |
| 18:30 | 18:30        |                 |                 |                 | Publik: 7 562 Domare: Mikael Holm, Mikael Sjöqvist | Publik: 7 562 Domare: Mikael Holm, Mikael Sjöqvist |
| 18:30 | 18:30        |                 |                 |                 | Publik: 7 562 Domare: Mikael Holm, Mikael Sjöqvist | Publik: 7 562 Domare: Mikael Holm, Mikael Sjöqvist |
| 18:30 | 18:30        |                 |                 |                 | Publik: 7 562 Domare: Mikael Holm, Mikael Sjöqvist | Publik: 7 562 Domare: Mikael Holm, Mikael Sjöqvist |

|       | 24 mars 2012 | BIK Karlskoga   | 3–2             | Örebro HK       | Nobelhallen, Karlskoga                           |                                                  |
| 16:00 | 16:00        | (0–1, 2–1, 1–0) | (0–1, 2–1, 1–0) | (0–1, 2–1, 1–0) | Publik: 4 469 Domare: Tobias Björk, Linus Öhlund | Publik: 4 469 Domare: Tobias Björk, Linus Öhlund |
| 16:00 | 16:00        |                 |                 |                 | Publik: 4 469 Domare: Tobias Björk, Linus Öhlund | Publik: 4 469 Domare: Tobias Björk, Linus Öhlund |
| 16:00 | 16:00        |                 |                 |                 | Publik: 4 469 Domare: Tobias Björk, Linus Öhlund | Publik: 4 469 Domare: Tobias Björk, Linus Öhlund |
| 16:00 | 16:00        |                 |                 |                 | Publik: 4 469 Domare: Tobias Björk, Linus Öhlund | Publik: 4 469 Domare: Tobias Björk, Linus Öhlund |
| 16:00 | 16:00        |                 |                 |                 | Publik: 4 469 Domare: Tobias Björk, Linus Öhlund | Publik: 4 469 Domare: Tobias Björk, Linus Öhlund |
| 16:00 | 16:00        |                 |                 |                 | Publik: 4 469 Domare: Tobias Björk, Linus Öhlund | Publik: 4 469 Domare: Tobias Björk, Linus Öhlund |

Omgång 6
|       | 27 mars 2012 | Timrå IK        | 3–2             | Djurgårdens IF  | Eon Arena, Timrå                                      |                                                       |
| 19:00 | 19:00        | (0–0, 2–2, 1–0) | (0–0, 2–2, 1–0) | (0–0, 2–2, 1–0) | Publik: 5 826 Domare: Morgan Johansson, David Bergman | Publik: 5 826 Domare: Morgan Johansson, David Bergman |
| 19:00 | 19:00        |                 |                 |                 | Publik: 5 826 Domare: Morgan Johansson, David Bergman | Publik: 5 826 Domare: Morgan Johansson, David Bergman |
| 19:00 | 19:00        |                 |                 |                 | Publik: 5 826 Domare: Morgan Johansson, David Bergman | Publik: 5 826 Domare: Morgan Johansson, David Bergman |
| 19:00 | 19:00        |                 |                 |                 | Publik: 5 826 Domare: Morgan Johansson, David Bergman | Publik: 5 826 Domare: Morgan Johansson, David Bergman |
| 19:00 | 19:00        |                 |                 |                 | Publik: 5 826 Domare: Morgan Johansson, David Bergman | Publik: 5 826 Domare: Morgan Johansson, David Bergman |
| 19:00 | 19:00        |                 |                 |                 | Publik: 5 826 Domare: Morgan Johansson, David Bergman | Publik: 5 826 Domare: Morgan Johansson, David Bergman |

|       | 27 mars 2012 | Örebro HK       | 3–0             | BIK Karlskoga   | Behrn Arena, Örebro                                |                                                    |
| 19:00 | 19:00        | (2–0, 1–0, 0–0) | (2–0, 1–0, 0–0) | (2–0, 1–0, 0–0) | Publik: 3 052 Domare: Patrik Sjöberg, Tobias Björk | Publik: 3 052 Domare: Patrik Sjöberg, Tobias Björk |
| 19:00 | 19:00        |                 |                 |                 | Publik: 3 052 Domare: Patrik Sjöberg, Tobias Björk | Publik: 3 052 Domare: Patrik Sjöberg, Tobias Björk |
| 19:00 | 19:00        |                 |                 |                 | Publik: 3 052 Domare: Patrik Sjöberg, Tobias Björk | Publik: 3 052 Domare: Patrik Sjöberg, Tobias Björk |
| 19:00 | 19:00        |                 |                 |                 | Publik: 3 052 Domare: Patrik Sjöberg, Tobias Björk | Publik: 3 052 Domare: Patrik Sjöberg, Tobias Björk |
| 19:00 | 19:00        |                 |                 |                 | Publik: 3 052 Domare: Patrik Sjöberg, Tobias Björk | Publik: 3 052 Domare: Patrik Sjöberg, Tobias Björk |
| 19:00 | 19:00        |                 |                 |                 | Publik: 3 052 Domare: Patrik Sjöberg, Tobias Björk | Publik: 3 052 Domare: Patrik Sjöberg, Tobias Björk |

|       | 27 mars 2012 | Rögle BK        | 5–3             | Leksands IF     | Lindab Arena, Ängelholm                         |                                                 |
| 19:00 | 19:00        | (1–1, 1–0, 3–2) | (1–1, 1–0, 3–2) | (1–1, 1–0, 3–2) | Publik: 4 947 Domare: Mikael Holm, Marcus Linde | Publik: 4 947 Domare: Mikael Holm, Marcus Linde |
| 19:00 | 19:00        |                 |                 |                 | Publik: 4 947 Domare: Mikael Holm, Marcus Linde | Publik: 4 947 Domare: Mikael Holm, Marcus Linde |
| 19:00 | 19:00        |                 |                 |                 | Publik: 4 947 Domare: Mikael Holm, Marcus Linde | Publik: 4 947 Domare: Mikael Holm, Marcus Linde |
| 19:00 | 19:00        |                 |                 |                 | Publik: 4 947 Domare: Mikael Holm, Marcus Linde | Publik: 4 947 Domare: Mikael Holm, Marcus Linde |
| 19:00 | 19:00        |                 |                 |                 | Publik: 4 947 Domare: Mikael Holm, Marcus Linde | Publik: 4 947 Domare: Mikael Holm, Marcus Linde |
| 19:00 | 19:00        |                 |                 |                 | Publik: 4 947 Domare: Mikael Holm, Marcus Linde | Publik: 4 947 Domare: Mikael Holm, Marcus Linde |

Omgång 7
|       | 29 mars 2012 | Djurgårdens IF  | 4–2             | Örebro HK       | Hovet, Stockholm                                       |                                                        |
| 19:00 | 19:00        | (2–1, 1–0, 1–1) | (2–1, 1–0, 1–1) | (2–1, 1–0, 1–1) | Publik: 6 032 Domare: Thomas Andersson, Wolmer Edqvist | Publik: 6 032 Domare: Thomas Andersson, Wolmer Edqvist |
| 19:00 | 19:00        |                 |                 |                 | Publik: 6 032 Domare: Thomas Andersson, Wolmer Edqvist | Publik: 6 032 Domare: Thomas Andersson, Wolmer Edqvist |
| 19:00 | 19:00        |                 |                 |                 | Publik: 6 032 Domare: Thomas Andersson, Wolmer Edqvist | Publik: 6 032 Domare: Thomas Andersson, Wolmer Edqvist |
| 19:00 | 19:00        |                 |                 |                 | Publik: 6 032 Domare: Thomas Andersson, Wolmer Edqvist | Publik: 6 032 Domare: Thomas Andersson, Wolmer Edqvist |
| 19:00 | 19:00        |                 |                 |                 | Publik: 6 032 Domare: Thomas Andersson, Wolmer Edqvist | Publik: 6 032 Domare: Thomas Andersson, Wolmer Edqvist |
| 19:00 | 19:00        |                 |                 |                 | Publik: 6 032 Domare: Thomas Andersson, Wolmer Edqvist | Publik: 6 032 Domare: Thomas Andersson, Wolmer Edqvist |

|       | 29 mars 2012 | Timrå IK             | 2–1 (e.fl.)          | Rögle BK             | Eon Arena, Timrå                                 |                                                  |
| 19:00 | 19:00        | (0–0, 1–1, 0–0, 1–0) | (0–0, 1–1, 0–0, 1–0) | (0–0, 1–1, 0–0, 1–0) | Publik: 5 096 Domare: Tobias Björk, Linus Öhlund | Publik: 5 096 Domare: Tobias Björk, Linus Öhlund |
| 19:00 | 19:00        |                      |                      |                      | Publik: 5 096 Domare: Tobias Björk, Linus Öhlund | Publik: 5 096 Domare: Tobias Björk, Linus Öhlund |
| 19:00 | 19:00        |                      |                      |                      | Publik: 5 096 Domare: Tobias Björk, Linus Öhlund | Publik: 5 096 Domare: Tobias Björk, Linus Öhlund |
| 19:00 | 19:00        |                      |                      |                      | Publik: 5 096 Domare: Tobias Björk, Linus Öhlund | Publik: 5 096 Domare: Tobias Björk, Linus Öhlund |
| 19:00 | 19:00        |                      |                      |                      | Publik: 5 096 Domare: Tobias Björk, Linus Öhlund | Publik: 5 096 Domare: Tobias Björk, Linus Öhlund |
| 19:00 | 19:00        |                      |                      |                      | Publik: 5 096 Domare: Tobias Björk, Linus Öhlund | Publik: 5 096 Domare: Tobias Björk, Linus Öhlund |

|       | 29 mars 2012 | BIK Karlskoga   | 1–3             | Leksands IF     | Nobelhallen, Karlskoga                         |                                                |
| 19:00 | 19:00        | (0–0, 1–2, 0–1) | (0–0, 1–2, 0–1) | (0–0, 1–2, 0–1) | Publik: 3 347 Domare: C. Karlsson, S. Warschaw | Publik: 3 347 Domare: C. Karlsson, S. Warschaw |
| 19:00 | 19:00        |                 |                 |                 | Publik: 3 347 Domare: C. Karlsson, S. Warschaw | Publik: 3 347 Domare: C. Karlsson, S. Warschaw |
| 19:00 | 19:00        |                 |                 |                 | Publik: 3 347 Domare: C. Karlsson, S. Warschaw | Publik: 3 347 Domare: C. Karlsson, S. Warschaw |
| 19:00 | 19:00        |                 |                 |                 | Publik: 3 347 Domare: C. Karlsson, S. Warschaw | Publik: 3 347 Domare: C. Karlsson, S. Warschaw |
| 19:00 | 19:00        |                 |                 |                 | Publik: 3 347 Domare: C. Karlsson, S. Warschaw | Publik: 3 347 Domare: C. Karlsson, S. Warschaw |
| 19:00 | 19:00        |                 |                 |                 | Publik: 3 347 Domare: C. Karlsson, S. Warschaw | Publik: 3 347 Domare: C. Karlsson, S. Warschaw |

Omgång 8
|       | 31 mars 2012 | Örebro HK       | 4–3             | Timrå IK        | Behrn Arena, Örebro                                |                                                    |
| 16:00 | 16:00        | (3–2, 0–1, 1–0) | (3–2, 0–1, 1–0) | (3–2, 0–1, 1–0) | Publik: 2 462 Domare: Pehr Claesson, David Bergman | Publik: 2 462 Domare: Pehr Claesson, David Bergman |
| 16:00 | 16:00        |                 |                 |                 | Publik: 2 462 Domare: Pehr Claesson, David Bergman | Publik: 2 462 Domare: Pehr Claesson, David Bergman |
| 16:00 | 16:00        |                 |                 |                 | Publik: 2 462 Domare: Pehr Claesson, David Bergman | Publik: 2 462 Domare: Pehr Claesson, David Bergman |
| 16:00 | 16:00        |                 |                 |                 | Publik: 2 462 Domare: Pehr Claesson, David Bergman | Publik: 2 462 Domare: Pehr Claesson, David Bergman |
| 16:00 | 16:00        |                 |                 |                 | Publik: 2 462 Domare: Pehr Claesson, David Bergman | Publik: 2 462 Domare: Pehr Claesson, David Bergman |
| 16:00 | 16:00        |                 |                 |                 | Publik: 2 462 Domare: Pehr Claesson, David Bergman | Publik: 2 462 Domare: Pehr Claesson, David Bergman |

|       | 31 mars 2012 | Leksands IF     | 2–0             | Djurgårdens IF  | Tegera Arena, Leksand                               |                                                     |
| 16:00 | 16:00        | (0–0, 1–0, 1–0) | (0–0, 1–0, 1–0) | (0–0, 1–0, 1–0) | Publik: 7 650 Domare: Tobias Björk, Mikael Sjöqvist | Publik: 7 650 Domare: Tobias Björk, Mikael Sjöqvist |
| 16:00 | 16:00        |                 |                 |                 | Publik: 7 650 Domare: Tobias Björk, Mikael Sjöqvist | Publik: 7 650 Domare: Tobias Björk, Mikael Sjöqvist |
| 16:00 | 16:00        |                 |                 |                 | Publik: 7 650 Domare: Tobias Björk, Mikael Sjöqvist | Publik: 7 650 Domare: Tobias Björk, Mikael Sjöqvist |
| 16:00 | 16:00        |                 |                 |                 | Publik: 7 650 Domare: Tobias Björk, Mikael Sjöqvist | Publik: 7 650 Domare: Tobias Björk, Mikael Sjöqvist |
| 16:00 | 16:00        |                 |                 |                 | Publik: 7 650 Domare: Tobias Björk, Mikael Sjöqvist | Publik: 7 650 Domare: Tobias Björk, Mikael Sjöqvist |
| 16:00 | 16:00        |                 |                 |                 | Publik: 7 650 Domare: Tobias Björk, Mikael Sjöqvist | Publik: 7 650 Domare: Tobias Björk, Mikael Sjöqvist |

|       | 31 mars 2012 | Rögle BK        | 5–3             | BIK Karlskoga   | Lindab Arena, Ängelholm                            |                                                    |
| 16:00 | 16:00        | (3–1, 0–1, 2–1) | (3–1, 0–1, 2–1) | (3–1, 0–1, 2–1) | Publik: 4 483 Domare: Linus Öhlund, Shane Warschaw | Publik: 4 483 Domare: Linus Öhlund, Shane Warschaw |
| 16:00 | 16:00        |                 |                 |                 | Publik: 4 483 Domare: Linus Öhlund, Shane Warschaw | Publik: 4 483 Domare: Linus Öhlund, Shane Warschaw |
| 16:00 | 16:00        |                 |                 |                 | Publik: 4 483 Domare: Linus Öhlund, Shane Warschaw | Publik: 4 483 Domare: Linus Öhlund, Shane Warschaw |
| 16:00 | 16:00        |                 |                 |                 | Publik: 4 483 Domare: Linus Öhlund, Shane Warschaw | Publik: 4 483 Domare: Linus Öhlund, Shane Warschaw |
| 16:00 | 16:00        |                 |                 |                 | Publik: 4 483 Domare: Linus Öhlund, Shane Warschaw | Publik: 4 483 Domare: Linus Öhlund, Shane Warschaw |
| 16:00 | 16:00        |                 |                 |                 | Publik: 4 483 Domare: Linus Öhlund, Shane Warschaw | Publik: 4 483 Domare: Linus Öhlund, Shane Warschaw |

Omgång 9
|       | 3 april 2012 | Djurgårdens IF  | 3–0             | BIK Karlskoga   | Hovet, Stockholm                            |                                             |
| 19:00 | 19:00        | (2–0, 0–0, 1–0) | (2–0, 0–0, 1–0) | (2–0, 0–0, 1–0) | Publik: 3 150 Domare: Sjöqvist, C. Karlsson | Publik: 3 150 Domare: Sjöqvist, C. Karlsson |
| 19:00 | 19:00        |                 |                 |                 | Publik: 3 150 Domare: Sjöqvist, C. Karlsson | Publik: 3 150 Domare: Sjöqvist, C. Karlsson |
| 19:00 | 19:00        |                 |                 |                 | Publik: 3 150 Domare: Sjöqvist, C. Karlsson | Publik: 3 150 Domare: Sjöqvist, C. Karlsson |
| 19:00 | 19:00        |                 |                 |                 | Publik: 3 150 Domare: Sjöqvist, C. Karlsson | Publik: 3 150 Domare: Sjöqvist, C. Karlsson |
| 19:00 | 19:00        |                 |                 |                 | Publik: 3 150 Domare: Sjöqvist, C. Karlsson | Publik: 3 150 Domare: Sjöqvist, C. Karlsson |
| 19:00 | 19:00        |                 |                 |                 | Publik: 3 150 Domare: Sjöqvist, C. Karlsson | Publik: 3 150 Domare: Sjöqvist, C. Karlsson |

|       | 3 april 2012 | Timrå IK        | 4–2             | Leksands IF     | Eon Arena, Timrå                                       |                                                        |
| 19:00 | 19:00        | (2–2, 1–0, 1–0) | (2–2, 1–0, 1–0) | (2–2, 1–0, 1–0) | Publik: 6 000 Domare: Thomas Andersson, Wolmer Edqvist | Publik: 6 000 Domare: Thomas Andersson, Wolmer Edqvist |
| 19:00 | 19:00        |                 |                 |                 | Publik: 6 000 Domare: Thomas Andersson, Wolmer Edqvist | Publik: 6 000 Domare: Thomas Andersson, Wolmer Edqvist |
| 19:00 | 19:00        |                 |                 |                 | Publik: 6 000 Domare: Thomas Andersson, Wolmer Edqvist | Publik: 6 000 Domare: Thomas Andersson, Wolmer Edqvist |
| 19:00 | 19:00        |                 |                 |                 | Publik: 6 000 Domare: Thomas Andersson, Wolmer Edqvist | Publik: 6 000 Domare: Thomas Andersson, Wolmer Edqvist |
| 19:00 | 19:00        |                 |                 |                 | Publik: 6 000 Domare: Thomas Andersson, Wolmer Edqvist | Publik: 6 000 Domare: Thomas Andersson, Wolmer Edqvist |
| 19:00 | 19:00        |                 |                 |                 | Publik: 6 000 Domare: Thomas Andersson, Wolmer Edqvist | Publik: 6 000 Domare: Thomas Andersson, Wolmer Edqvist |

|       | 3 april 2012 | Örebro HK       | 1–4             | Rögle BK        | Behrn Arena, Örebro                              |                                                  |
| 19:00 | 19:00        | (1–2, 0–0, 0–2) | (1–2, 0–0, 0–2) | (1–2, 0–0, 0–2) | Publik: 2 063 Domare: Tobias Björk, Linus Öhlund | Publik: 2 063 Domare: Tobias Björk, Linus Öhlund |
| 19:00 | 19:00        |                 |                 |                 | Publik: 2 063 Domare: Tobias Björk, Linus Öhlund | Publik: 2 063 Domare: Tobias Björk, Linus Öhlund |
| 19:00 | 19:00        |                 |                 |                 | Publik: 2 063 Domare: Tobias Björk, Linus Öhlund | Publik: 2 063 Domare: Tobias Björk, Linus Öhlund |
| 19:00 | 19:00        |                 |                 |                 | Publik: 2 063 Domare: Tobias Björk, Linus Öhlund | Publik: 2 063 Domare: Tobias Björk, Linus Öhlund |
| 19:00 | 19:00        |                 |                 |                 | Publik: 2 063 Domare: Tobias Björk, Linus Öhlund | Publik: 2 063 Domare: Tobias Björk, Linus Öhlund |
| 19:00 | 19:00        |                 |                 |                 | Publik: 2 063 Domare: Tobias Björk, Linus Öhlund | Publik: 2 063 Domare: Tobias Björk, Linus Öhlund |

Omgång 10
|       | 6 april 2012 | Leksands IF     | 1–3             | Örebro HK       | Tegera Arena, Leksand                             |                                                   |
| 16:00 | 16:00        | (0–0, 0–1, 1–2) | (0–0, 0–1, 1–2) | (0–0, 0–1, 1–2) | Publik: 5 447 Domare: Mikael Nord, Shane Warschaw | Publik: 5 447 Domare: Mikael Nord, Shane Warschaw |
| 16:00 | 16:00        |                 |                 |                 | Publik: 5 447 Domare: Mikael Nord, Shane Warschaw | Publik: 5 447 Domare: Mikael Nord, Shane Warschaw |
| 16:00 | 16:00        |                 |                 |                 | Publik: 5 447 Domare: Mikael Nord, Shane Warschaw | Publik: 5 447 Domare: Mikael Nord, Shane Warschaw |
| 16:00 | 16:00        |                 |                 |                 | Publik: 5 447 Domare: Mikael Nord, Shane Warschaw | Publik: 5 447 Domare: Mikael Nord, Shane Warschaw |
| 16:00 | 16:00        |                 |                 |                 | Publik: 5 447 Domare: Mikael Nord, Shane Warschaw | Publik: 5 447 Domare: Mikael Nord, Shane Warschaw |
| 16:00 | 16:00        |                 |                 |                 | Publik: 5 447 Domare: Mikael Nord, Shane Warschaw | Publik: 5 447 Domare: Mikael Nord, Shane Warschaw |

|       | 6 april 2012 | BIK Karlskoga             | 2–1 (e.str.)              | Timrå IK                  | Nobelhallen, Karlskoga                    |                                           |
| 16:00 | 16:00        | (0–1, 0–0, 1–0, 0–0, 1–0) | (0–1, 0–0, 1–0, 0–0, 1–0) | (0–1, 0–0, 1–0, 0–0, 1–0) | Publik: 1 846 Domare: Bergman, Harnebring | Publik: 1 846 Domare: Bergman, Harnebring |
| 16:00 | 16:00        |                           |                           |                           | Publik: 1 846 Domare: Bergman, Harnebring | Publik: 1 846 Domare: Bergman, Harnebring |
| 16:00 | 16:00        |                           |                           |                           | Publik: 1 846 Domare: Bergman, Harnebring | Publik: 1 846 Domare: Bergman, Harnebring |
| 16:00 | 16:00        |                           |                           |                           | Publik: 1 846 Domare: Bergman, Harnebring | Publik: 1 846 Domare: Bergman, Harnebring |
| 16:00 | 16:00        |                           |                           |                           | Publik: 1 846 Domare: Bergman, Harnebring | Publik: 1 846 Domare: Bergman, Harnebring |
| 16:00 | 16:00        |                           |                           |                           | Publik: 1 846 Domare: Bergman, Harnebring | Publik: 1 846 Domare: Bergman, Harnebring |

|       | 6 april 2012 | Rögle BK        | 1–2             | Djurgårdens IF  | Lindab Arena, Ängelholm                         |                                                 |
| 16:00 | 16:00        | (0–1, 0–0, 1–1) | (0–1, 0–0, 1–1) | (0–1, 0–0, 1–1) | Publik: 5 048 Domare: Mikael Holm, Marcus Linde | Publik: 5 048 Domare: Mikael Holm, Marcus Linde |
| 16:00 | 16:00        |                 |                 |                 | Publik: 5 048 Domare: Mikael Holm, Marcus Linde | Publik: 5 048 Domare: Mikael Holm, Marcus Linde |
| 16:00 | 16:00        |                 |                 |                 | Publik: 5 048 Domare: Mikael Holm, Marcus Linde | Publik: 5 048 Domare: Mikael Holm, Marcus Linde |
| 16:00 | 16:00        |                 |                 |                 | Publik: 5 048 Domare: Mikael Holm, Marcus Linde | Publik: 5 048 Domare: Mikael Holm, Marcus Linde |
| 16:00 | 16:00        |                 |                 |                 | Publik: 5 048 Domare: Mikael Holm, Marcus Linde | Publik: 5 048 Domare: Mikael Holm, Marcus Linde |
| 16:00 | 16:00        |                 |                 |                 | Publik: 5 048 Domare: Mikael Holm, Marcus Linde | Publik: 5 048 Domare: Mikael Holm, Marcus Linde |